# Duxbury (Massachusetts)
Duxbury é uma vila localizada no condado de Plymouth no estado estadounidense de Massachusetts. No Censo de 2010 tinha uma população de 15.059 habitantes e uma densidade populacional de 154,62 pessoas por km².

## Geografia
Duxbury encontra-se localizado nas coordenadas 42° 02′ 40″ N, 70° 42′ 22″ O. Segundo o Departamento do Censo dos Estados Unidos, Duxbury tem uma superfície total de 97.39 km², da qual 61.48 km² correspondem a terra firme e (36.87%) 35.91 km² é água.

## Demografia
Segundo o censo de 2010, tinha 15.059 pessoas residindo em Duxbury. A densidade populacional era de 154,62 hab./km². Dos 15.059 habitantes, Duxbury estava composto pelo 97.28% brancos, o 0.41% eram afroamericanos, o 0.11% eram amerindios, o 0.99% eram asiáticos, o 0.01% eram insulares do Pacífico, o 0.39% eram de outras raças e o 0.82% pertenciam a duas ou mais raças. Do total da população o 1.22% eram hispanos ou latinos de qualquer raça.